# Доходный дом А. Л. Брокша
Доходный дом А. Л. Брокша – здание в районе Замоскворечье Центрального административного округа города Москвы, расположенное по адресу ул. Новокузнецкая, д. 3.

## Архитектура
Брокш, по заказу которого построен дом, был управляющим Варваринского акционерного общества домостроителей, которое занималось возведением и последующим содержанием новых домов в Москве.
Здание доходного дома А. Л. Брокша построено в 1904 году по проекту архитектора Ф. А. Когновицкого, а в 1930-е годы здание было надстроено тремя этажами. Первоначально здание было образцом московского модерна, о чем и сейчас свидетельствуют сохранившиеся детали: рельефное панно в нишах второго и третьего этажей с изображением завитка спирали, который повторяется и в ордерных пилястрах на втором этаже, решетки балконов, выполненные из металла, однако часть характерных деталей была утрачена после реконструкции. До реконструкции 1930-х годов фасад здания был частично облицован керамической плиткой, а на здании были флагодержатели в виде цветов, часть которых сохранилось и сейчас.
В 1930-е годы над входной дверью появился лепной знак «ОСОАВИАХИМА».
В настоящее время дом является жилым, а нижние этажи используются как торговые помещения.